# Primera divisió espanyola de futbol 1963-1964
El Reial Madrid Club de Futbol va tornar a guanyar el campionat nacional, però amb un resultat més igualat, només 4 punts amb el segon. El Futbol Club Barcelona va romandre al lideratge fins a la jornada 18, donant emoció a la competició. El Real Betis Balompié va ser la sorpresa de la lliga en finalitzar tercer després de cinc temporades a la meitat de la taula.

## Equips participants
| Equips            | Ciutat     | Estadi                |
| ----------------- | ---------- | --------------------- |
| Atlético Bilbao   | Bilbao     | San Mamés             |
| Atlètic de Madrid | Madrid     | Metropolitano         |
| FC Barcelona      | Barcelona  | Camp Nou              |
| Córdoba CF        | Còrdova    | El Arcángel           |
| Elx CF            | Elx        | Altabix               |
| RCD Espanyol      | Barcelona  | Sarrià                |
| Llevant UE        | València   | Vallejo               |
| Reial Múrcia      | Múrcia     | La Condomina          |
| Reial Oviedo      | Oviedo     | Carlos Tartiere       |
| Pontevedra CF     | Pontevedra | Pasarón               |
| Reial Betis       | Sevilla    | Benito Villamarín     |
| Reial Madrid      | Madrid     | Santiago Bernabéu     |
| Sevilla FC        | Sevilla    | Ramón Sánchez Pizjuán |
| València CF       | València   | Mestalla              |
| Reial Valladolid  | Valladolid | José Zorrilla         |
| Reial Saragossa   | Saragossa  | La Romareda           |

## Classificació general
| Pos | Equip                | PJ | PG | PE | PP | GF | GC | DG  | Pts | Classificació o descens      |
| --- | -------------------- | -- | -- | -- | -- | -- | -- | --- | --- | ---------------------------- |
| 1   | Reial Madrid (C)     | 30 | 22 | 2  | 6  | 61 | 23 | +38 | 46  | Clas. per la Copa d'Europa   |
| 2   | FC Barcelona         | 30 | 19 | 4  | 7  | 74 | 38 | +36 | 42  | Convidat a la Copa de Fires  |
| 3   | Reial Betis          | 30 | 15 | 7  | 8  | 47 | 36 | +11 | 37  | Convidat a la Copa de Fires  |
| 4   | Reial Saragossa      | 30 | 14 | 6  | 10 | 52 | 42 | +10 | 34  | Clas. per la Recopa d'Europa |
| 5   | Elx CF               | 30 | 13 | 7  | 10 | 35 | 31 | +4  | 33  |                              |
| 6   | València CF          | 30 | 16 | 0  | 14 | 53 | 47 | +6  | 32  | Convidat a la Copa de Fires  |
| 7   | Atlètic de Madrid    | 30 | 10 | 9  | 11 | 37 | 34 | +3  | 29  | Convidat a la Copa de Fires  |
| 8   | Atlético Bilbao      | 30 | 12 | 5  | 13 | 43 | 40 | +3  | 29  | Convidat a la Copa de Fires  |
| 9   | Sevilla FC           | 30 | 9  | 11 | 10 | 33 | 38 | −5  | 29  |                              |
| 10  | Llevant UE           | 30 | 10 | 7  | 13 | 43 | 56 | −13 | 27  |                              |
| 11  | Córdoba CF           | 30 | 10 | 6  | 14 | 32 | 38 | −6  | 26  |                              |
| 12  | Reial Múrcia         | 30 | 11 | 4  | 15 | 41 | 54 | −13 | 26  |                              |
| 13  | RCD Espanyol (O)     | 30 | 10 | 5  | 15 | 34 | 47 | −13 | 25  | Promoció de descens          |
| 14  | Reial Oviedo (O)     | 30 | 10 | 5  | 15 | 27 | 42 | −15 | 25  | Promoció de descens          |
| 15  | Pontevedra CF (R)    | 30 | 8  | 5  | 17 | 30 | 45 | −15 | 21  | Descens a Segona Divisió     |
| 16  | Reial Valladolid (R) | 30 | 7  | 5  | 18 | 27 | 58 | −31 | 19  | Descens a Segona Divisió     |

## Resultats
| Casa \ Fora       | ATB | ATM | BAR | COR | ELC | ESP | LEV | MGA | MUR | OVI | BET | RMA | SEV | VAL | VAD | ZAR |
| ----------------- | --- | --- | --- | --- | --- | --- | --- | --- | --- | --- | --- | --- | --- | --- | --- | --- |
| Atlético Bilbao   | —   | 0–0 | 2–0 | 2–0 | 3–2 | 5–2 | 0–0 | 3–1 | 1–1 | 0–1 | 1–2 | 2–3 | 3–0 | 3–1 | 4–0 | 1–0 |
| Atlètic de Madrid | 2–0 | —   | 1–0 | 5–1 | 1–1 | 2–0 | 4–0 | 3–2 | 2–1 | 0–1 | 0–0 | 0–1 | 1–1 | 0–1 | 3–1 | 0–2 |
| FC Barcelona      | 2–1 | 3–1 | —   | 3–1 | 3–0 | 5–0 | 6–2 | 3–1 | 4–1 | 2–1 | 4–1 | 1–2 | 6–0 | 4–0 | 2–1 | 3–3 |
| Córdoba CF        | 2–0 | 1–1 | 0–2 | —   | 2–0 | 3–0 | 4–0 | 1–0 | 2–1 | 2–1 | 1–0 | 0–1 | 2–0 | 1–0 | 0–0 | 0–1 |
| Elx CF            | 1–2 | 2–0 | 0–0 | 2–1 | —   | 1–0 | 2–2 | 2–0 | 3–1 | 2–1 | 1–1 | 2–0 | 2–1 | 2–1 | 2–0 | 1–0 |
| RCD Espanyol      | 4–0 | 0–0 | 2–2 | 2–0 | 1–0 | —   | 4–4 | 0–0 | 2–1 | 3–0 | 1–1 | 1–0 | 1–0 | 2–1 | 2–0 | 3–0 |
| Llevant UE        | 2–1 | 2–1 | 4–5 | 1–0 | 0–1 | 3–1 | —   | 3–1 | 3–0 | 3–0 | 0–1 | 0–1 | 1–1 | 1–0 | 1–0 | 1–1 |
| Pontevedra CF     | 2–0 | 0–1 | 0–2 | 2–1 | 0–1 | 3–1 | 1–1 | —   | 2–1 | 4–1 | 2–0 | 1–0 | 0–0 | 0–1 | 1–2 | 1–1 |
| Reial Múrcia      | 2–0 | 2–1 | 1–5 | 1–1 | 2–2 | 1–0 | 1–0 | 2–1 | —   | 1–0 | 2–3 | 0–3 | 3–1 | 2–0 | 2–1 | 2–0 |
| Reial Oviedo      | 2–1 | 1–1 | 2–1 | 1–1 | 1–0 | 2–1 | 2–0 | 0–0 | 0–1 | —   | 1–1 | 0–2 | 1–0 | 1–4 | 2–1 | 2–0 |
| Reial Betis       | 1–1 | 4–2 | 2–3 | 1–0 | 0–0 | 4–0 | 3–0 | 3–0 | 3–1 | 1–0 | —   | 1–0 | 3–1 | 2–0 | 2–0 | 2–1 |
| Reial Madrid      | 3–1 | 5–1 | 4–0 | 5–2 | 1–0 | 1–0 | 3–0 | 3–1 | 4–1 | 1–0 | 1–1 | —   | 1–1 | 2–0 | 2–1 | 3–1 |
| Sevilla FC        | 1–2 | 0–0 | 1–1 | 1–1 | 1–0 | 2–0 | 2–0 | 3–0 | 2–2 | 1–1 | 3–1 | 1–0 | —   | 3–0 | 2–0 | 1–0 |
| València CF       | 2–1 | 2–1 | 0–2 | 1–0 | 1–0 | 2–1 | 5–3 | 3–1 | 3–2 | 3–0 | 4–0 | 1–4 | 4–1 | —   | 6–0 | 4–0 |
| Reial Valladolid  | 1–1 | 0–3 | 2–0 | 0–0 | 2–2 | 2–0 | 1–2 | 0–1 | 2–1 | 2–1 | 3–2 | 0–3 | 2–2 | 3–2 | —   | 0–4 |
| Reial Saragossa   | 0–2 | 0–0 | 2–0 | 4–2 | 3–1 | 2–0 | 4–4 | 3–2 | 3–2 | 3–1 | 3–1 | 3–2 | 0–0 | 5–1 | 3–0 | —   |

## Promoció de descens
| Equip 1      | Global | Equip 2      | Anada | Tornada |
| ------------ | ------ | ------------ | ----- | ------- |
| Real Gijón   | 1-3    | RCD Espanyol | 1-0   | 0-3     |
| Reial Oviedo | 4-2    | Hèrcules CF  | 4-1   | 0-1     |

## Resultats finals
- Lliga de Campions: Reial Madrid
- Recopa d'Europa: Reial Saragossa
- Descensos: Pontevedra CF i Reial Valladolid
- Ascensos: Deportivo La Coruña i UD Las Palmas

## Màxims golejadors
| Posició | Golejador         | Gols | Equip           |
| ------- | ----------------- | ---- | --------------- |
| 1       | Ferenc Puskás     | 21   | Reial Madrid    |
| 2       | Waldo             | 18   | València CF     |
| 3       | Fernando Ansola   | 17   | Reial Betis     |
| 3       | Cayetano Ré       | 17   | FC Barcelona    |
| 5       | Juan Manuel Villa | 13   | Reial Saragossa |